# Mistrovství světa bez rozdílu vah v judu 1958
II. mistrovství světa v judu v kategorii bez rozdílu vah a technických stupňů proběhlo za rok 1958 v Tokiu, Japonsko v Metropolitní aréně dne 30. listopadu 1958.

## Informace a program turnaje
Zápasilo se na tatami o rozměrech čtverce 30 stop (9,09 m). Hrací doba zápasu byla 3 minuty základního času a v případě nerozhodného stavu prodloužení. Prodloužení mělo stanovený limit – po 20 minutách čistého čásu tatamový rozhodčí zápas ukončil a o vítězi rozhodl společně se dvěma postranními rozhodčími hlasováním praporky (hantei). Bodové hodnocení zápasu bylo provedením chvatu za wazari (český: půl bod) a ippon (česky: bod).
- NEĎ: 30. listopad 1958 – soutěžní den v kategorii bez rozdílu vah a technických stupňů
- PON: 1. prosinec 1958 – mezinárodní soutěž dobré vůle (Goodwill Contest)

### Účast
Soutěžilo se v jedné disciplíně a každá členská země IJF mohla přihlásit maximálně 3 judisty.
V turnaji nastoupilo 39 judistů z 18 zemí.

## Československá stopa
Československo nemělo na tomto mistrovství světa zastoupení.

## Podrobné výsledky
- Datum: 3. května 1956

| S. | Č.  | Judista                     | Vyřazovací boje | Vyřazovací boje | Vyřazovací boje | Vyřazovací boje | Vyřazovací boje | Vyřazovací boje | CP               | Opravy     |
| S. | Č.  | Judista                     | 1/64            | 1/32            | 1/16            | čtvrtfinále     | semifinále      | finále          | CP               | o 3. místo |
| -- | --- | --------------------------- | --------------- | --------------- | --------------- | --------------- | --------------- | --------------- | ---------------- | ---------- |
| A  | 1.  | Kimijoši Jamašiki (JPN)     | volný los       | 2./výhra        | 4./výhra        | 9./výhra        | 11./prohra      |                 | Bronzová medaile | 25./výhra  |
| A  | 2.  | Masayoshi Kawakami (BRA)    | volný los       | 1./prohra       |                 |                 |                 |                 | úč.              |            |
| A  | 3.  | Kwon Young-woo (KOR)        | volný los       | 4./prohra       |                 |                 |                 |                 | úč.              |            |
| A  | 4.  | Douglas Young (GBR)         | volný los       | 3./výhra        | 1./prohra       |                 |                 |                 | 9.               |            |
| A  | 5.  | Lenwood Williams (USA)      | volný los       | 6./prohra       |                 |                 |                 |                 | úč.              |            |
| A  | 6.  | Yang Prok (CAM)             | volný los       | 5./výhra        | 9./prohra       |                 |                 |                 | 9.               |            |
| A  | 7.  | Liem Giem Ho (INA)          | volný los       | 9./prohra       |                 |                 |                 |                 | úč.              |            |
| A  | 8.  | Raúl Boncan (PHI)           | 9./prohra       |                 |                 |                 |                 |                 | úč.              |            |
| A  | 9.  | Anton Geesink (NED)         | 8./výhra        | 7./výhra        | 6./výhra        | 1./prohra       |                 |                 | 5.               |            |
| B  | 10. | Lee Souk-to (KOR)           | volný los       | 11./prohra      |                 |                 |                 |                 | úč.              |            |
| B  | 11. | Akio Kaminaga (JPN)         | volný los       | 10./výhra       | 13./výhra       | 18./výhra       | 3./výhra        | 3./prohra       | Stříbrná medaile |            |
| B  | 12. | George Pantouw (INA)        | volný los       | 13./prohra      |                 |                 |                 |                 | úč.              |            |
| B  | 13. | Théo Guldemont (BEL)        | 14./výhra       | 12./výhra       | 11./prohra      |                 |                 |                 | 9.               |            |
| B  | 14. | Charles Mack (GBR)          | 13./prohra      |                 |                 |                 |                 |                 | úč.              |            |
| B  | 15. | Masatoshi Umetsu (CAN)      | volný los       | 16./prohra      |                 |                 |                 |                 | úč.              |            |
| B  | 16. | Alfred Traeder (FRG)        | volný los       | 15./výhra       | 18./prohra      |                 |                 |                 | 9.               |            |
| B  | 17. | Chang Chuong-fuei (ROC)     | volný los       | 18./prohra      |                 |                 |                 |                 | úč.              |            |
| B  | 18. | Henri Courtine (FRA)        | 19./výhra       | 17./výhra       | 16./výhra       | 11./prohra      |                 |                 | 5.               |            |
| B  | 19. | Enrique Tolentino (PHI)     | 18./prohra      |                 |                 |                 |                 |                 | úč.              |            |
| C  | 20. | Edmund Mede (USA)           | volný los       | 21./výhra       | 24./prohra      |                 |                 |                 | 9.               |            |
| C  | 21. | Luiz Alberto Mendonça (BRA) | volný los       | 20./prohra      |                 |                 |                 |                 | úč.              |            |
| C  | 22. | To Suong-dien (CAM)         | volný los       | 24./prohra      |                 |                 |                 |                 | úč.              |            |
| C  | 23. | Jeff Scholz (FRG)           | 24./prohra      |                 |                 |                 |                 |                 | úč.              |            |
| C  | 24. | Dennis Bloss (GBR)          | 23./výhra       | 22./výhra       | 20./výhra       | 25./prohra      |                 |                 | 5.               |            |
| C  | 25. | Bernard Pariset (FRA)       | volný los       | 26./výhra       | 29./výhra       | 24./výhra       | 31./prohra      |                 | 4.               | 1./prohra  |
| C  | 26. | Joseph Burki (SUI)          | volný los       | 25./prohra      |                 |                 |                 |                 | úč.              |            |
| C  | 27. | Lin Yung-chie (ROC)         | volný los       | 29./prohra      |                 |                 |                 |                 | úč.              |            |
| C  | 28. | Pantjoro (INA)              | 29./prohra      |                 |                 |                 |                 |                 | úč.              |            |
| C  | 29. | Walter Gauhs (AUT)          | 28./výhra       | 27./výhra       | 25./prohra      |                 |                 |                 | 9.               |            |
| D  | 30. | Dionisio Quirante (PHI)     | volný los       | 31./prohra      |                 |                 |                 |                 | úč.              |            |
| D  | 31. | Kódži Sone (JPN)            | volný los       | 30./výhra       | 32./výhra       | 38./výhra       | 25./výhra       | 11./výhra       | Zlatá medaile    |            |
| D  | 32. | Kim Yoo-seng (KOR)          | volný los       | 33./výhra       | 31./prohra      |                 |                 |                 | 9.               |            |
| D  | 33. | Robert Dazzi (FRA)          | 34./výhra       | 32./prohra      |                 |                 |                 |                 | 17.              |            |
| D  | 34. | Yoriyuki Yamamoto (ARG)     | 33./prohra      |                 |                 |                 |                 |                 | úč.              |            |
| D  | 35. | Akira Yamamoto (BRA)        | volný los       | 36./výhra       | 38./prohra      |                 |                 |                 | 9.               |            |
| D  | 36. | Feiko Sjoerds (NZL)         | volný los       | 35./prohra      |                 |                 |                 |                 | úč.              |            |
| D  | 37. | Cheng Tsai-chi (ROC)        | volný los       | 38./prohra      |                 |                 |                 |                 | úč.              |            |
| D  | 38. | George Harris (USA)         | 39./výhra       | 37./výhra       | 35./výhra       | 31./prohra      |                 |                 | 5.               |            |
| D  | 39. | Hein Essink (NED)           | 38./prohra      |                 |                 |                 |                 |                 | úč.              |            |

- reference